# Clovia camerunensis
Clovia camerunensis är en insektsart som beskrevs av Schmidt 1922. Clovia camerunensis ingår i släktet Clovia och familjen spottstritar. Inga underarter finns listade i Catalogue of Life.